# Peter Lord
Peter Lord, CBE (Bristol, 4 de novembre de 1953) és un animador, productor de cinema, director i cofundador de l'estudi d'Aardman Animations, guardonada amb l'Oscar, una empresa d'animació més coneguda per les seves pel·lícules i curtmetratges d'animació de plastilina, particularment pel duo Wallace i Gromit. També va dirigir Pirates! que va ser nominada a l'Oscar a la millor pel·lícula d'animació.
Lord és el productor executiu de cada treball d'Aardman, inclosos Chicken Run, Arthur Christmas: operació regal i Flushed Away.

## Vida i carrera
En cooperació amb David Sproxton, un amic de joventut, va realitzar el seu somni de "fer i prendre una pel·lícula d'animació". Es va graduar en anglès per la Universitat de York el 1976. Ell i Sproxton fundaren Aardman com a estudi de patis de baix pressupost, produint curts i tràilers per a publicitat. El seu treball es va mostrar per primera vegada com a part de la sèrie de televisió de la BBC Vision On. El 1977 van crear Morph, un personatge animat de stop-motion fet de plastilina, que normalment era una làmina còmica per al presentador de televisió Tony Hart. Amb el seu amic amoral Chas, va aparèixer en una sèrie de programes artístics infantils com Take Hart, Hartbeat i Smart. El 1980-1981 Morph va aparèixer a la seva pròpia sèrie de televisió The Amazing Adventures of Morph.
El experiments amb personatges de plastilina animats sincronitzats amb bandes sonores enregistrades 'en directe' van portar a una sèrie de pel·lícules a l'estil del documental d'animació. Les dues primeres van formar part de les converses animades de la sèrie de TV de la BBC i es van anomenar Animated Conversations i foren anomenades "Down and Out" (1977) i "Confessions of a Foyer Girl" (1978). Foren seguits el 1983 de Conversation Pieces, una sèrie de pel·lícules de cinc minuts de durada produïdes per a Channel 4. Foren anomenades "On Probation", Sales Pitch, "Palmy Days", "Late Edition" i "Early Bird".
El 1985 Nick Park es va unir al grup.
Lord, Park i Sproxton van desenvolupar i finalitzar el seu estil de personatges d'animació en plastilina detallats i amorosament dissenyats a partir de tècniques de stop motion (tot i que dirigits per Stephen Johnson, la seva animació es mostra al vídeo musical "Sledgehammer" (1986) de Peter Gabriel). El 1991 Lord va realitzar Adam, una animació de plastilina de sis minuts que fou nominada als Oscar. Park va crear els curts de la parella Wallace i Gromit en co-operació amb Lord i Sproxton. Tots tres van treballar junts com a productors, editors i directors. Altres produccions premiades de Peter Lord són Chicken Run (2000), el primer llargmetratge d'Aardman i el premait per l'Acadèmia Wallace & Gromit: La maledicció de les verdures (2005).
El 2006, Lord, Sproxton i Park van rebre "the Freedom of the City of Bristol". El mateix any, Lord (amb Sproxton) visitaren l'"Aardman Exhibit" al Museu Ghibli a Mitaka (Tòquio), on es van trobar amb Hayao Miyazaki. Miyazaki feia temps que era fan dels treballs d'Aardman Animation. El 2013 Lord fou nominat a l'Oscar a la millor pel·lícula d'animació per Pirates! Band of Misfits.
Lord fou ordenat comanador de l'Orde de l'Imperi Britànic (CBE) el 17 de juny de 2006.
El 9 de juliol de 2015, Lord va rebre una insígnia Blue Peter daurada.
En agost de 2016 Lord fou nomenat professor visitant al Volda University College.

## Filmografia

### Llargmetratges
| Any  | Pel·lícula                                      | Director | Productor | Guionista | Altres | Notes                     |
| ---- | ----------------------------------------------- | -------- | --------- | --------- | ------ | ------------------------- |
| 2000 | Chicken Run                                     | 1        | 1         | 1         |        | Story                     |
| 2005 | Wallace & Gromit: La maledicció de les verdures |          | 1         |           |        |                           |
| 2006 | Flushed Away                                    |          | 1         | 1         |        | Guió                      |
| 2011 | Arthur Christmas: operació regal                |          | 1         |           |        |                           |
| 2012 | Pirates!                                        | 1        | 1         |           | 1      | Actor: "veus addicionals" |
| 2013 | Els Croods                                      |          |           |           | 1      | Agraïment especial        |
| 2015 | Shaun the Sheep Movie                           |          | 1         |           |        | Productor executiu        |
| 2018 | Early Man                                       |          | 1         |           |        |                           |

### Sèries de televisió
| Any          | Títol                                      | Notes                         |
| ------------ | ------------------------------------------ | ----------------------------- |
| 1977         | Take Hart                                  | Animador                      |
| 1977-1978    | Animated Conversations                     | Director; animador            |
| 1986         | Pee-wee's Playhouse                        | Animation director            |
| 1986         | No. 73                                     | Ell mateix                    |
| 1995         | The Morph Files                            | Director; productor executiu  |
| 1998         | Rex the Runt                               | productor executiu            |
| 2000         | Omnibus                                    | Ell mateix                    |
| 2000         | The Panel                                  | Ell mateix                    |
| 2002         | Wallace and Gromit's Cracking Contraptions | productor executiu            |
| 2003-2006    | Creature Comforts                          | productor executiu            |
| 2006         | Planet Earth                               | Agraïments                    |
| 2006         | Purple and Brown                           | productor executiu            |
| 2007         | The Peculiar Adventures of Hector          | productor executiu            |
| 2007-present | Shaun the Sheep                            | productor executiu            |
| 2008         | Chop Socky Chooks                          | productor executiu            |
| 2009-2012    | Timmy Time                                 | productor executiu            |
| 2010         | Wallace and Gromit's World of Invention    | productor executiu            |
| 2014-present | Morph                                      | productor executiu; guionista |

### Curts
| Any  | Títol                                | Notes                                                                           |
| ---- | ------------------------------------ | ------------------------------------------------------------------------------- |
| 1983 | Sales Pitch                          | Director; animador                                                              |
| 1983 | On Probation                         | Director; productor; animador                                                   |
| 1983 | Palmy Days                           | Director; animador                                                              |
| 1983 | Late Edition                         | Director; animador                                                              |
| 1983 | Early Bird                           | Director; animador                                                              |
| 1986 | Sledgehammer                         | Animador                                                                        |
| 1986 | Babylon                              | Director; animador                                                              |
| 1987 | My Baby Just Cares for Me            | Director                                                                        |
| 1989 | War Story                            | Director; animador                                                              |
| 1989 | A Grand Day Out                      | Special Agraïments                                                              |
| 1990 | Going Equipped                       | Director; animador                                                              |
| 1992 | Adam                                 | Director; escriptor; productor executiu; director artístic; animador; modelista |
| 1992 | Never Say Pink Furry Die             | productor executiu                                                              |
| 1993 | Loves Me, Loves Me Not               | productor executiu                                                              |
| 1993 | The Wrong Trousers                   | productor executiu; animador addicional                                         |
| 1993 | Not Without My Handbag               | productor executiu                                                              |
| 1995 | Pib and Pog                          | productor executiu                                                              |
| 1995 | A Close Shave                        | productor executiu                                                              |
| 1996 | Wat's Pig                            | Director; escriptor; productor executiu; animador                               |
| 1997 | Stage Fright                         | productor executiu                                                              |
| 1997 | Owzat                                | productor executiu                                                              |
| 1999 | Humdrum                              | productor executiu                                                              |
| 1999 | Minotaur and Little Nerkin           | Agraïments                                                                      |
| 2001 | Chunga Chui Leopard Beware           | productor executiu                                                              |
| 2001 | Ernest                               | productor executiu                                                              |
| 2005 | Tales for the Rest of Us             | productor executiu                                                              |
| 2005 | Ramble On                            | productor executiu                                                              |
| 2006 | Off Beat                             | productor executiu                                                              |
| 2007 | The Pearce Sisters                   | productor executiu                                                              |
| 2008 | A Matter of Loaf and Death           | productor executiu                                                              |
| 2011 | The Itch of the Golden Nit           | productor executiu                                                              |
| 2011 | Pythagasaurus                        | productor executiu                                                              |
| 2012 | So You Want to Be a Pirate!          | productor executiu                                                              |
| 2015 | Heroes of Christmas                  | Inspiració                                                                      |
| 2015 | Special Delivery                     | Història; director creatiu; veu de "Santa"                                      |
| 2015 | Shaun the Sheep: The Farmer's Llamas | productor executiu                                                              |

## Llibres
- Peter Lord & Brian Sibley: Cracking Animation (1998) Thames & Hudson; ISBN 0-500-28168-8